# Radomyshl (huyện)
Huyện Radomyshl (tiếng Ukraina: Радомишльський район, chuyển tự: Radomyshls’kyi raion) là một huyện của tỉnh Zhytomyr thuộc Ukraina. Huyện Radomyshl có diện tích 1297 km², dân số theo điều tra dân số ngày 5 tháng 12 năm 2001 là 42299 người với mật độ 33 người/km2. Trung tâm huyện nằm ở Radomyshl.